# دره کنخور
دره کنخور نام دره‌ای است در جنوب کوخرد، و از توابع بخش کوخرد در شهرستان بستک استان هرمزگان ایران. این دره آخرین رودخانه فصلی است که در جنوب غربی بخش کوخرد واقع شده‌است، قسمتی از آب این دره به سوی نخلهای (کاد ممدی)، (نخل مهدلی)، می‌رود و قسمت بیشتر آن به رودخانه می‌ریزد.

## محدود دره کنخور
از شمال رودخانه مهران و بندری، از جنوب کوه زیر، از مغرب برکه گلستان و مؤه خلوصی، پرحسینو، و از مشرق به (کاد ممدی) محدود می‌گردد.

## طول درواه
این دره بزرگ و دراز بطول تقریبی ۲۵ تا ۳۵ کیلومتر ابتدا از بون کوه زیر (جنوب کوخرد) که به «بون کوه دِه» معروف است شروع می‌شود و به طول مایل وپر پیچ وخم از دامنهٔ کوهستان می‌گذرد و در مغرب پشتخه کنخور سرازیر می‌شود از میان دوپر بلند بنام «پر دَهرُزوُ» عبور می‌کند و بعد از آبیاری بند بزرگی از نخل و فسیلات که ته دره کنخور قرار دارد به رودخانه مهران می‌ریزد.

## عرض درواه
عرض این درواه متفاوت است، چنان‌که عرض درواه از ۱۵ متر شروع می‌شود و در قسمت‌های ازآن به ۳۰ تا ۴۰ متر نیز می‌رسد، عمق درواه نیز متفاوت است در صورتی‌که در حاشیه رودخانه مهران به دو تا سه متر می‌رسد در ابتدا درواه از بالا به ۳۵ تا ۴۵ متر نیز رسیده‌است، از کوه‌های اطراف این دره عظیم و در طول درواه و از سمتهای مغرب و مشرق و بر فراز چُک‌ها و گری‌ها دره‌های کوچک و مسیلات آبی جریان دارد که کلاًدر آخر مطاف به دره عمیق کنخور می‌ریزند، دره‌ای بسیار عمیق به نظر می‌آید، دره از سمت جنوب رو به‌طرف شمال جریان دارد. در قسمت بالای دره کنخور یک باب آب‌انبار برکه و یک کاروانسرا کوچک وچند بته نخل کهن‌سال و بلند وجود دارد. اما درقسمت پائین دروا آدون‌های آب شیرین وجود دارد که گاه وقتی صیادان برای صید کبک دام «لیخ» می‌گزارند.
در فصل زمستان و بهار منظره دلپذیری دارد، در وسط درواه جنگلهای از درخت کتهُ وجود دارد که گاه گاه جانوران مانند روباه و شغال و گراز در خود نگه می‌دارد.
در قسمت بالای درواه منظره جالبی و چشمه‌های گوناگونی به چشم می‌خورد، آب روان چشمه‌ها و آودون‌ها از میان اعماق عظیم این دره در جریان است و مانند رودخانه‌ای از وسط درواه می‌گذرد و منظره‌ای شاعرانه و بدیعی ارائه نموده‌است.

## فهرست منابع و مآخذ
- محمدیان، کوخردی، محمد،  «شهرستان بستک و بخش کوخرد» ، ج۱. چاپ اول، دبی: سال انتشار ۲۰۰۵ میلادی.
- محمدیان، کوخردی، محمد، “ (به یاد کوخرد) “، ج۱. ج۲. چاپ اول، دبی: سال انتشار ۲۰۰۳ میلادی.
- محمد، صدیق «تارخ فارس» صفحه‌های (۵۰ ـ ۵۱ ـ ۵۲ ـ ۵۳)، چاپ سال ۱۹۹۳ میلادی.
- الکوخردی، محمد، بن یوسف، (کُوخِرد حَاضِرَة اِسلامِیةَ عَلی ضِفافِ نَهر مِهران Kookherd, an Islamic District on the bank of Mehran River) الطبعة الثالثة، دبی: سنة ۱۹۹۷ للمیلاد.